# Eupelops apicalis
Eupelops apicalis är en kvalsterart som först beskrevs av Hammer 1962.  Eupelops apicalis ingår i släktet Eupelops och familjen Phenopelopidae. Inga underarter finns listade i Catalogue of Life.